# Федько, Владимир Петрович
Влади́мир Петро́вич Федько́ (11 сентября 1940, Артёмовка, Сталинская область — 5 ноября 2006, Киев) — советский и украинский художник, член Национального союза художников Украины, член-корреспондент Академии искусств Украины (2001), заслуженный деятель искусств Украины (1994), лауреат Государственной премии Украины в области архитектуры (1991).

## Биография
Родился 11 сентября 1940 года в с. Артёмовка Амвросиевского района Донецкой области. В 1965 году окончил окончил Львовский государственный институт прикладного и декоративного искусства по специальности «Художественное оформление тканей», педагог по специальности Р. Ю. Сельский. С 1966 года работал помощником мастера на Дарницком шелковом комбинате. В 1970—1978 и 1983—1992 годах — художник на Киевском комбинате монументально-декоративного искусства, в 1978—1983 годах — главный художник Республиканского производственно-экспериментального объединения. В 1992—1995 годах — председатель Киевской организации Союза художников Украины.
С 2000 года преподавал на кафедре художественных основ декоративно-прикладного искусства Киевского государственного института декоративно-прикладного искусства и дизайна им. М. Бойчука.
Умер на 67-м году жизни 5 ноября 2006 года. Похоронен на Байковом кладбище (участок № 49а).

## Творчество
- «Лесь Мартович», гобелен для Литературно-мемориального музея Леся Мартовича в с. Торговица Ивано-Франковской области.
- «Врата досуга» (чеканка, медь, холодные эмали, Узбекистан).
- Гобелены-триптихи «Природа», «Древо знаний», «Искусство», «Украинская народная песня», «Корифеи украинского театра».
- Галерея портретов политических и культурных деятелей Киевской Руси (мозаика, станция метро «Золотые ворота», Киев).
- Роспись восточных и западных арок хоров центрального нефа Михайловского Златоверхого собора в Киеве.

## Изображения

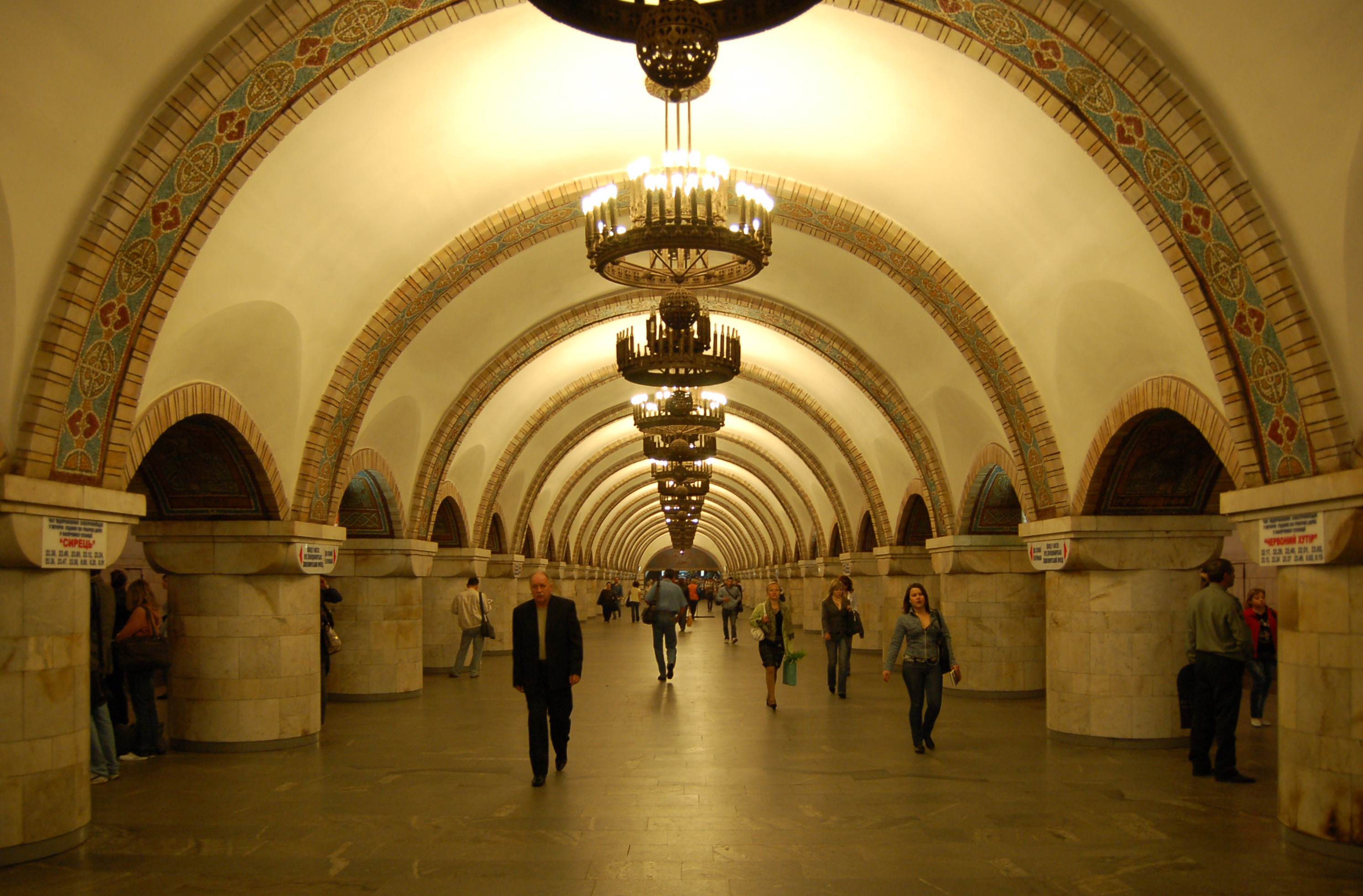
Станция метро «Золотые ворота»
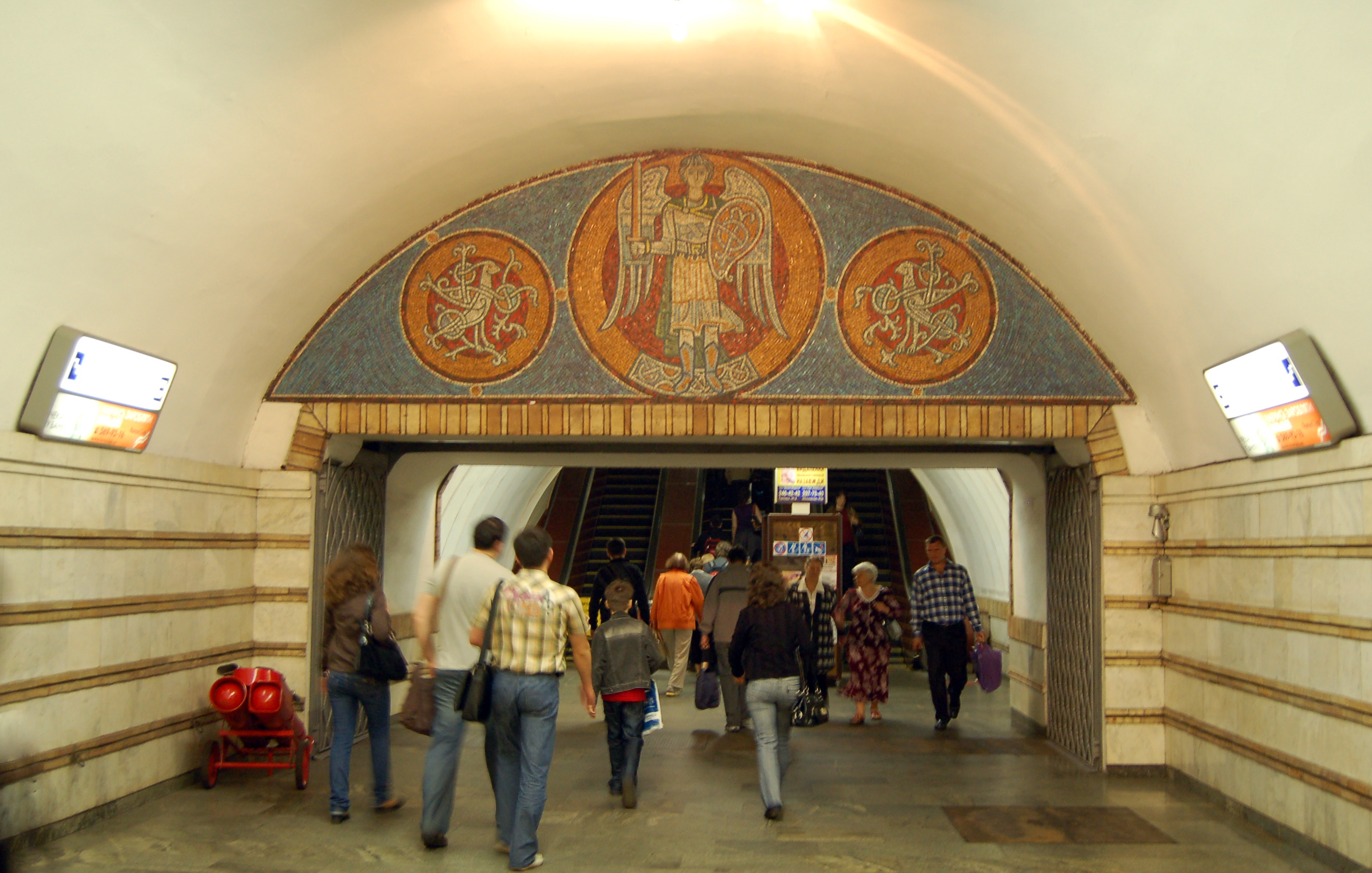
Станция метро «Золотые ворота». Мозаика возле эскалаторного тоннеля
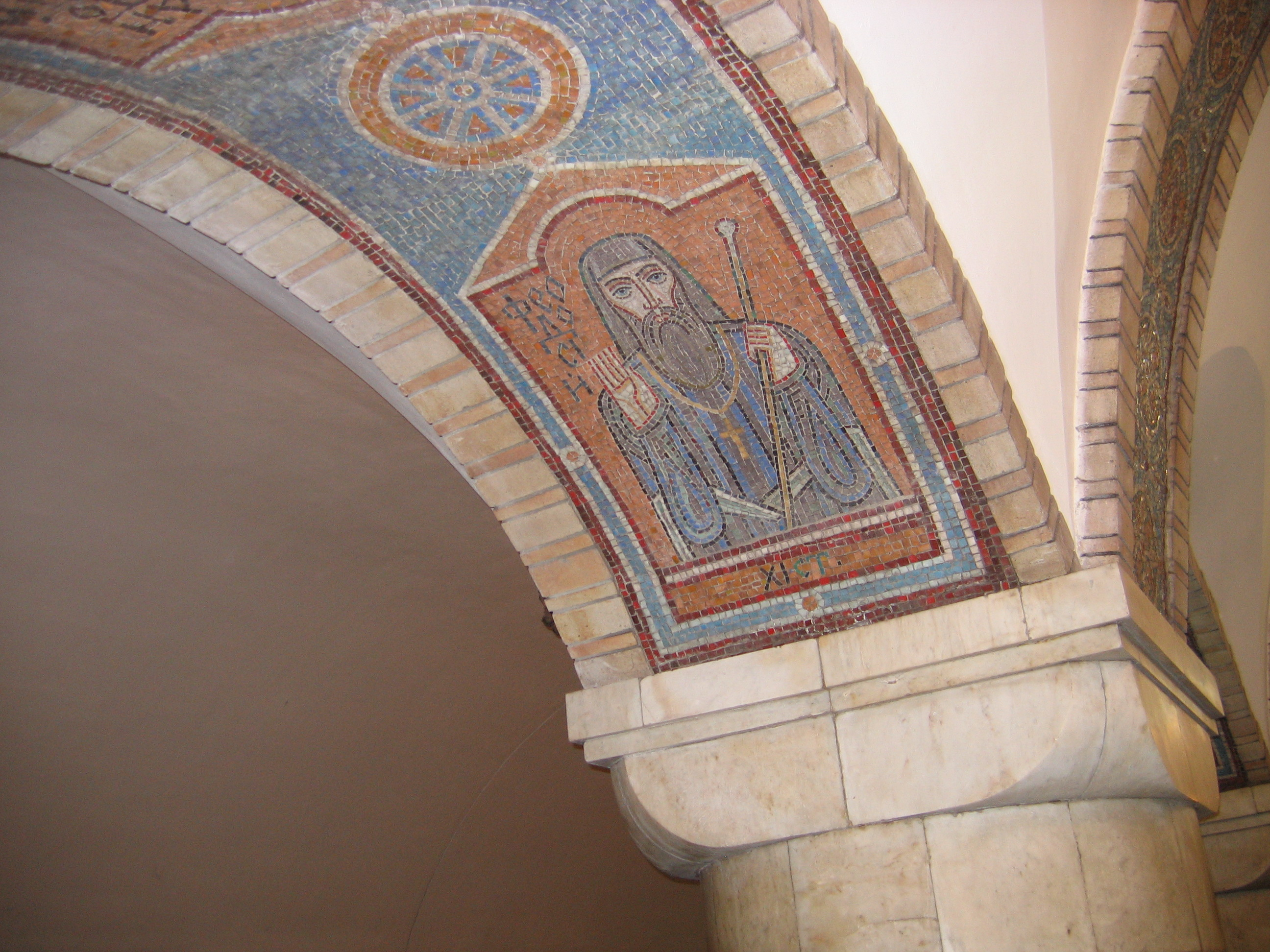
Станция метро «Золотые ворота». Мозаика Св. Феодосий, сооснователь Киево-Печерской лавры
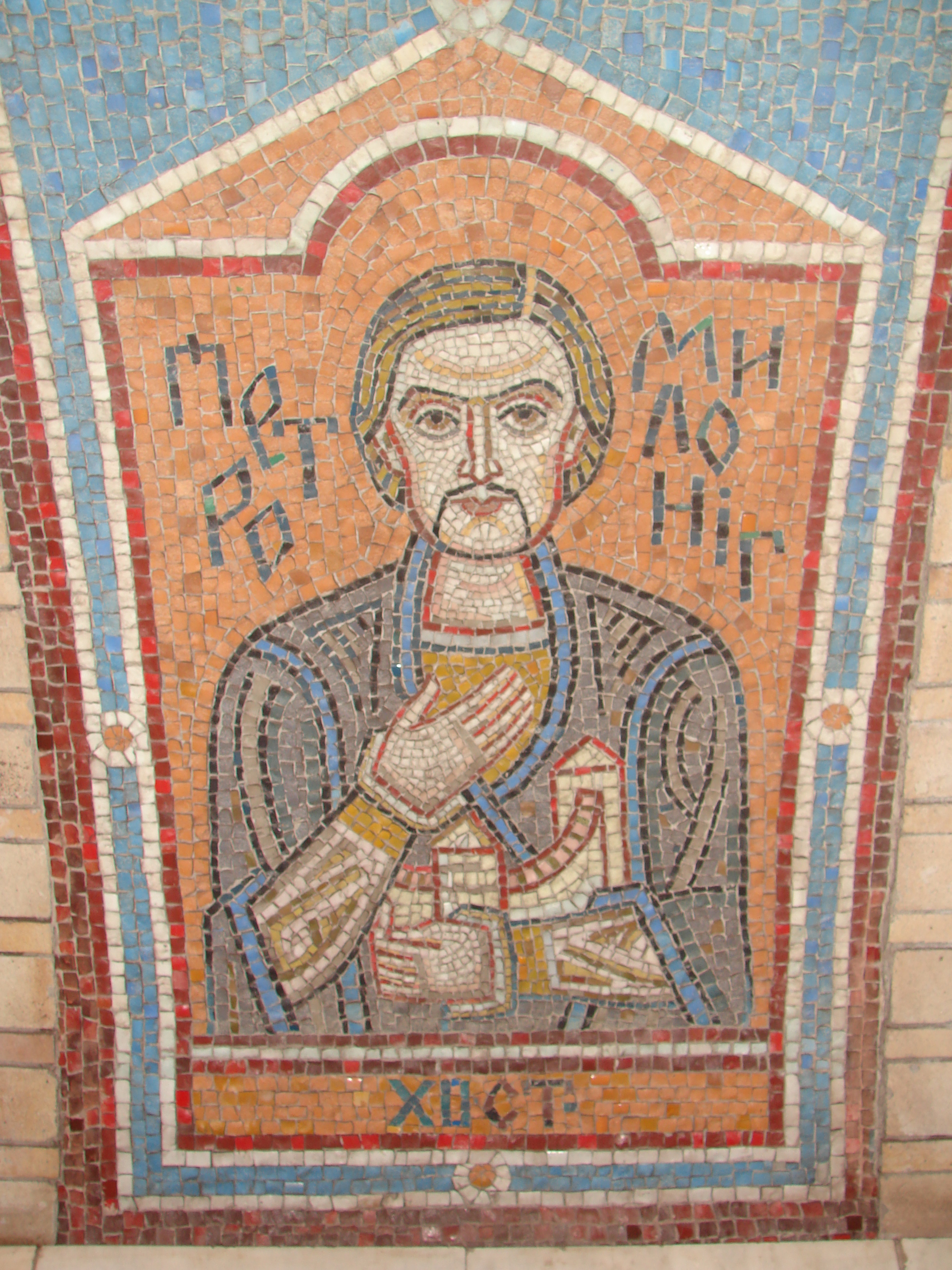
Станция метро «Золотые ворота». Мозаика «Пётр Милонег»